# Asura biseriata
Asura biseriata là một loài bướm đêm thuộc phân họ Arctiinae, họ Erebidae.